# Надеждівська сільська рада (Лозівський район)
Наде́ждівська сільська́ ра́да — адміністративно-територіальна одиниця та орган місцевого самоврядування в Лозівському районі Харківської області. Адміністративний центр — село Надеждівка.

## Загальні відомості
Надеждівська сільська рада утворена в 1930 році.
- Територія ради: 85,946 км²
- Населення ради: 923 особи (станом на 2001 рік)

## Населені пункти
Сільській раді підпорядковані населені пункти:
- с. Надеждівка
- с. Миролюбівка
- с. Привілля
- с. Федорівка

## Склад ради
Рада складається з 12 депутатів та голови.
- Голова ради: Гужва Олександр Іванович
- Секретар ради: Козлова Ольга Миколаївна

### Керівний склад попередніх скликань
| Прізвище, ім'я, по батькові | Основні відомості                                                                                     | Дата обрання | Дата звільнення |
| --------------------------- | --- | ------------ | --------------- |
| Гужва Олександр Іванович    | Сільський голова, 1958 року народження, освіта вища, член Української селянської демократичної партії | 26.03.2006   | 31.10.2010      |
| Гужва Олександр Іванович    | Сільський голова, 1958 року народження, освіта вища, член Партії регіонів                             | 31.10.2010   |                 |

Примітка: таблиця складена за даними сайту Верховної Ради України

### Депутати
За результатами місцевих виборів 2010 року депутатами ради стали:

#### За суб'єктами висування
| Суб'єкт висування            | Кількість обраних депутатів | %   |
| ---------------------------- | --------------------------- | --- |
| Партія регіонів              | 9                           | 75  |
| Комуністична партія України  | 1                           | 8,3 |
| Самовисування                | 1                           | 8,3 |
| Соціалістична партія України | 1                           | 8,3 |

#### За округами
| № округу                     | Прізвище, ім'я, по батькові    | Дата визнання обраним | Освіта             | Партійна приналежність             | Відомості про обраного депутата                                      |
| ---------------------------- | ------------------------------ | --------------------- | ------------------ | ---------------------------------- | -------------------------------------------------------------------- |
| Комуністична партія України  |                                |                       |                    |                                    |                                                                      |
| 1                            | Постолова Тетяна Георгіївна    | 03.11.2010            | середня            | позапартійна                       | пенсіонер                                                            |
| Партія регіонів              |                                |                       |                    |                                    |                                                                      |
| 2                            | Азаренко Віктор Олександрович  | 03.11.2010            | середня спеціальна | позапартійний                      | Надеждівський НВК, вчитель                                           |
| 3                            | Козлова Ольга Миколаївна       | 03.11.2010            | середня спеціальна | позапартійна                       | Надеждівська сільська рада, секретар                                 |
| 4                            | Сіпіта Надія Юліївна           | 03.11.2010            | середня            | позапартійна                       | ПП Бігар, продавець                                                  |
| 5                            | Жиров Сергій Миколайович       | 03.11.2010            | середня спеціальна | позапартійний                      | тимчасово не працює                                                  |
| 6                            | Румянцева Вікторія Григорівна  | 03.11.2010            | середня спеціальна | позапартійна                       | Надеждівська сільська рада, спеціаліст II категорії                  |
| 7                            | Лавриненко Михайло Миколайович | 03.11.2010            | середня            | позапартійний                      | Лозівський РЕС, водій                                                |
| 8                            | Радченко Людмила Іванівна      | 03.11.2010            | середня спеціальна | позапартійна                       | тимчасово не працює                                                  |
| 10                           | Воробйова Карина Валеріївна    | 03.11.2010            | середня            | позапартійна                       | тимчасово не працює                                                  |
| 11                           | Кучук Любов Володимирівна      | 03.11.2010            | середня спеціальна | позапартійна                       | Федорівський фельдшерсько-акушерський пункт, молодший мед. працівник |
| Соціалістична партія України |                                |                       |                    |                                    |                                                                      |
| 9                            | Виходцева Світлана Дмитрівна   | 03.11.2010            | середня спеціальна | член Соціалістичної партії України | тимчасово не працює                                                  |
| Самовисування                |                                |                       |                    |                                    |                                                                      |
| 12                           | Петренко Олександр Сергійович  | 03.11.2010            | середня            | позапартійний                      | Харківоблагроліс, лісник                                             |